# Blaignac
Blaignac – miejscowość i gmina we Francji, w regionie Nowa Akwitania, w departamencie Żyronda.
Według danych na rok 1990 gminę zamieszkiwały 203 osoby, a gęstość zaludnienia wynosiła 64 osób/km² (wśród 2290 gmin Akwitanii Blaignac plasuje się na 974. miejscu pod względem liczby ludności, natomiast pod względem powierzchni na miejscu 1530.).